# 1967年全仏選手権 (テニス)
1967年 全仏選手権（1967ねんぜんふつせんしゅけん、Internationaux de France de Roland-Garros 1967）は、フランス・パリにある「ローランギャロス・スタジアム」にて、1967年5月22日から6月4日にかけて開催された。

## 概要
- 男子シングルスは「124名」の選手による7回戦制、女子シングルスは「112名」の選手による7回戦制で行われた。シード選手は男子・女子ともに16名。男子は第1・第2シードを含む4名の選手、女子は16名の選手に「1回戦不戦勝」（抽選表では“Bye”と表示）があった。
- 男子シングルス本戦に日本人選手が7人出場。（小西 一三、森良一、柳恵誌郎、小浦猛志、小林功、渡辺功、渡辺康二）。次に日本人男子が全仏に５人以上出場するのは2015年全仏オープンのことである。小西、森、柳、小浦は2回戦に進出した。

## シード選手

### 男子シングルス
1. ロイ・エマーソン　（優勝、4年ぶり2度目）
2. トニー・ローチ　（準優勝）
3. ジョン・ニューカム　（4回戦）
4. ニコラ・ピエトランジェリ　（3回戦）
5. イシュトヴァン・グヤーシュ　（ベスト4）
6. マーティン・マリガン　（4回戦）
7. アレックス・メトレベリ　（3回戦）
8. ピエール・ダーモン　（ベスト8）
9. ボブ・ヒューイット　（4回戦）
10. クリフ・ドリスデール　（ベスト8）
11. トム・オッカー　（ベスト8）
12. ビル・ボウリー　（2回戦）
13. オーウェン・デビッドソン　（ベスト8）
14. ニコラ・ピリッチ　（ベスト4）
15. ヤン・コデシュ　（4回戦）
16. ヤイディプ・ムカジー　（1回戦）

### 女子シングルス
1. ビリー・ジーン・キング　（ベスト8）
2. アン・ヘイドン＝ジョーンズ　（ベスト8）
3. マリア・ブエノ　（ベスト8）
4. レスリー・ターナー　（準優勝）
5. ロージー・カザルス　（4回戦）
6. フランソワーズ・デュール　（初優勝）
7. ケリー・メルビル　（ベスト4）
8. ジュディ・テガート　（4回戦）
9. アネッテ・バン・ジル　（ベスト4）
10. トーリー・フレッツ　（3回戦）
11. カレン・クランツケ　（2回戦）
12. ヘルガ・シュルツェ　（ベスト8）
13. ガリーナ・バクシェワ　（4回戦）
14. バージニア・ウェード　（4回戦）
15. パトリシア・ウォークデン　（4回戦）
16. ゲイル・シェリフ　（4回戦）

## 大会経過

### 男子シングルス
準々決勝
- ロイ・エマーソン vs.  ピエール・ダーモン　6-0, 6-4, 6-4
- イシュトヴァン・グヤーシュ vs.  オーウェン・デビッドソン　5-7, 6-3, 6-3, 6-0
- ニコラ・ピリッチ vs.  トム・オッカー　6-3, 11-9, 6-2
- トニー・ローチ vs.  クリフ・ドリスデール　2-6, 2-6, 6-3, 6-2, 6-4

準決勝
- ロイ・エマーソン vs.  イシュトヴァン・グヤーシュ　6-3, 6-4, 6-2
- トニー・ローチ vs.  ニコラ・ピリッチ　3-6, 6-3, 6-4, 2-6, 6-4

### 女子シングルス
準々決勝
- アネッテ・バン・ジル vs.  ビリー・ジーン・キング　6-2, 5-7, 6-4
- レスリー・ターナー vs.  ヘルガ・シュルツェ　7-5, 6-2
- フランソワーズ・デュール vs.  マリア・ブエノ　5-7, 6-1, 6-4
- ケリー・メルビル vs.  アン・ヘイドン＝ジョーンズ　0-6, 6-4, 8-6

準決勝
- レスリー・ターナー vs.  アネッテ・バン・ジル　6-1, 6-4
- フランソワーズ・デュール vs.  ケリー・メルビル　8-6, 6-3

## 決勝戦の結果
- 男子シングルス： ロイ・エマーソン vs.  トニー・ローチ　6-1, 6-4, 2-6, 6-2
- 女子シングルス： フランソワーズ・デュール vs.  レスリー・ターナー　4-6, 6-3, 6-4
- 男子ダブルス： ジョン・ニューカム＆ トニー・ローチ vs.  ロイ・エマーソン＆ ケン・フレッチャー　6-3, 9-7, 12-10
- 女子ダブルス： フランソワーズ・デュール＆ ゲイル・シェリフ vs.  アネッテ・バン・ジル＆ パトリシア・ウォークデン　6-2, 6-2
- 混合ダブルス： オーウェン・デビッドソン＆ ビリー・ジーン・キング vs.  イオン・ティリアック＆ アン・ヘイドン＝ジョーンズ　6-3, 6-1